# Villemort

Villemort este o comună în departamentul Vienne, Franța. În 2009 avea o populație de 113 de locuitori.